# Brian Rubio
Brian Alejandro Rubio Rodríguez, noto semplicemente come Brian Rubio (Guadalajara, 9 novembre 1996), è un calciatore messicano, attaccante del Mazatlán.

## Caratteristiche tecniche
È un centravanti.

## Carriera
Cresciuto nel settore giovanile del Tigres UANL, ha trascorso tre stagione con la squadra riserve militante in terza divisione collezionando 80 presenze. Il 21 febbraio 2018 ha giocato la sua prima partita fra i professionisti, con la maglia del Toluca, in occasione dell'incontro di Copa México vinto 4-3 contro il Mineros de Zacatecas.

## Palmarès

### Club

#### Competizioni nazionali
- Campionato costaricano: 1

Herediano: Apertura 2019

#### Competizioni internazionali
- CONCACAF Champions League: 1

León: 2023